# 白い道
「白い道」（しろいみち）は、NHKの歌番組『みんなのうた』で放送された日本の楽曲。ヴィヴァルディ作曲「ヴァイオリン協奏曲 ヘ短調 『冬』 RV.297」の第2楽章に海野洋司が日本語の歌詞を附した。
初回放送時はハイ・ファイ・セットの歌、リメイクでは北原ミレイの歌。

## 概要
ヴィヴァルディの原曲には雨の日に暖炉の前で安らぐという内容のソネットがついているが、「白い道」の歌詞はこれと異なる独自のものである。
北国に住む語り手が、3年前に別れた母親（転居とも死別とも解釈しうる）に対して語りかける。語り手はかつて母親と二人で歩いた道を独りで歩みつつ、母親とともに歌った懐かしい歌を思い出す。

## 映像について
映像は2パターン存在する。1975年版と1985年版の実写映像は豪雪の中を歩く子供たちなどが映し出されている。1983年版は中島潔の絵を用いている。近年では1983年版のものが再放送される事が多い。1975年版は長らく再放送されず、映像・音声共に現存していないとされていたため「みんなのうた発掘プロジェクト」の対象だった。しかし1985年版と同じ映像だったことが後に判明し、視聴者から寄せられた音声と組み合わせて2014年12月13日と2015年1月17日に「みんなのうたリクエスト」で約39年ぶりに再放送された。なお映像は両脇にサイドパネルを添え、歌手名や歌詞のテロップはニュープリントとなった。
日本音楽教育センターから発売された『みんなのうたDVD12巻セット』（DVD-BOX）には1983年版が収録されている。

## 著作者の概況
2018年現在、JASRACに於いては作品コード 039-9818-5 白い道／内国作品／出典：PO(出版者作品届)として登録。
作詞：海野洋司、作曲：Antonio Lucio Vivaldi（PD）、編曲：石川皓也。出版者はNHK出版として登録されている。